# Kocsis Adrián
Kocsis Adrián (Körmend, 1991. március 25. –) magyar labdarúgó, hátvéd.

## Pályafutása
Kocsis Adrián Körmenden kezdte pályafutását, a Kék Sünik ULC-nél. Körmendről aztán a Zetéhez került, ahol a korosztályos csapatokban, majd a tartalékcsapatban szerepelt. A balhátvéd 2011 nyarán kölcsönbe a szlovén Nafta Lendvához került – Polareczki Rolanddal együtt – kölcsönbe. A ZTE a 2011-2012-es szezon téli átigazolási időszakában visszarendelte a kölcsönadott játékosokat.